# João Carlos Teixeira
João Carlos Vilaça Teixeira (wym. [ʒuˈɐ̃w ˈkaɾluʃ vilaˈsɐ tɐjˈʃɐjrɐ]) znany w ojczyźnie jako João Carlos (ur. 18 stycznia 1993 r. w Bradze) – portugalski piłkarz występujący na pozycji pomocnika. Juniorski i młodzieżowy reprezentant kraju.

## Kariera klubowa
Teixeira grę w piłkę nożną rozpoczynał w Sportingu Braga, jednak jeszcze w 2004 roku, jako 12-latek trafił do akademii Sportingu. W zespole „Lwów” przeszedł wszystkie szczeble juniorskie i młodzieżowe aż do drużyny U-19. Z zespołem do lat 15 zdobył mistrzostwo kraju, a z drużyną U-17 mistrzostwo regionu.
W sezonie 2011/2012 był podstawowym zawodnikiem młodzieżowego zespołu prowadzonego przez Sá Pinto, w związku z czym dość często trenował z seniorami. Dwukrotnie znalazł się nawet na ławce rezerwowych podczas meczów Ligi Europy (1 grudnia z FC Zürich i 14 grudnia z S.S. Lazio), jednak ani razu nie pojawił się na boisku. Jednocześnie dobre występy Sportingu i samego João Carlosa podczas rozgrywek NextGen Series (m.in. 5:1 i 3:0 z Liverpoolem) wzbudziły zainteresowanie zagranicznych klubów kreatywnym pomocnikiem zielono-białych.
1 lutego 2012 roku ogłoszono, że Portugalczyk przeniesie się do Liverpoolu. Jedną z przyczyn stojących za transferem młodego zawodnika miały być problemy finansowe Sportingu. Szacuje się, że kwota transferu wyniosła od 850 tys. do 1 mln funtów (1,2 – 1,4 mln euro). Portugalczyk podpisał kontrakt obowiązujący do końca sezonu 2015/16. Porozumienie doszło do skutku mimo przewlekłej kontuzji pleców, której Teixeira się nabawił. Dla jej wyleczenia młodzik przez pół roku zmuszony był nosić gorset ortopedyczny.
Po przeprowadzce do Anglii Teixeira dołączył do drużyny rezerw, w której wystąpił w 20 meczach Premier Reserve League i Professional Development League. Następnie we wrześniu 2013 roku dołączył w ramach półrocznego wypożyczenia do Brentford F.C., zespołu grającego w League One (trzecia klasa rozgrywkowa). W ciągu niespełna miesiąca Teixeira zaledwie dwukrotnie pojawił się na boisku jako zmiennik. Trener „Pszczół” Uwe Rösler przyznał, że z uwagi na niestabilną formę drużyny nie mógł zagwarantować młodemu pomocnikowi odpowiednio licznych szans gry. W związku z tym wypożyczenie zostało przedwcześnie zakończone.
Na początku 2014 roku, między innymi ze względu na kontuzje w zespole, Teixeira został włączony do składu pierwszej drużyny. Zwieńczeniem tego okresu był ligowy debiut João Carlosa w lutowym meczu z Fulham na Craven Cottage. Młody pomocnik w 82. minucie zmienił Raheema Sterlinga i miał pośredni udział w zwycięskiej bramce, kiedy podawał do faulowanego w polu karnym Daniela Sturridge’a. Wystąpił z numerem 53.
W sierpniu 2014 roku ogłoszono wypożyczenie Teixeiry do Brighton & Hove Albion, klubu z Championship (druga klasa rozgrywkowa). Kilka dni później, w drugim meczu dla „Mew” zdobył swoją pierwszą bramkę w seniorskim futbolu, a Brighton pokonało Leeds 2:0. W dalszej części sezonu jeszcze kilkakrotnie wpisywał się na listę strzelców – m.in. po dwie bramki zdobył w meczach z Ipswich i Birmingham. 14 kwietnia 2015 r. w trakcie ligowego meczu z Huddersfield Town doznał kontuzji nogi. Początkowo podejrzewano uraz kolana, jednak okazało się, że Portugalczyk złamał nogę tuż nad kostką. Do dnia, w którym odniósł kontuzję, w 32 ligowych meczach zdobył dla Brighton sześć bramek (najlepszy wynik w drużynie), wypracował kolegom 63 okazje (o przeszło 1/3 więcej niż kolejny zawodnik „Mew”), znajdując się jednocześnie w czołówce ligi pod względem liczby dryblingów. Pod koniec sezonu został wybrany najlepszym młodym zawodnikiem Brighton w mijającym roku, zaś w plebiscycie na najlepszego zawodnika zajął trzecie miejsce (za Iñigiem Calderónem i Lewisem Dunkiem).
Po powrocie z wypożyczenia rozegrał kilka spotkań w drużynie Liverpoolu, jednak nie potrafił przebić się na stałe do pierwszego składu „the Reds”. W czerwcu 2016, po wygaśnięciu umowy z angielską drużyną został zakontraktowany przez portugalskiego giganta, FC Porto.

## Kariera reprezentacyjna
João Carlos debiutował w reprezentacji Portugalii na poziomie U-16 w 2008 roku. Dwa lata później wystąpił na Mistrzostwach Europy do lat 17 w Liechtensteinie, gdzie jednak Portugalia nie wyszła z grupy. Teixeira wystąpił w podstawowym składzie we wszystkich trzech meczach swojej drużyny. Następnie występował kolejno w drużynach do lat 18, 19, 20, 21 i 23.

## Statystyki
Aktualne na dzień 13 czerwca 2016 r.
| 2013/14            | Liverpool          | Premier League     | 1  | 0 | 0 | 0 | — | — | — | — | 1  | 0 |
| 2013/14            | Brentford (wyp.)   | League One         | 2  | 0 | 0 | 0 | — | — | — | — | 2  | 0 |
| 2014/15            | Brighton (wyp.)    | Championship       | 32 | 6 | 1 | 0 | 2 | 0 | — | — | 35 | 6 |
| 2015/16            | Liverpool          | Premier League     | 1  | 0 | 4 | 1 | 1 | 0 | 1 | 0 | 7  | 1 |
| 2016/17            | FC Porto           | Primeira Liga      | 0  | 0 | 0 | 0 | 0 | 0 | 0 | 0 | 0  | 0 |
| Łącznie w karierze | Łącznie w karierze | Łącznie w karierze | 36 | 6 | 5 | 1 | 3 | 0 | 1 | 0 | 45 | 7 |